# Dragan Đokanović
Dragan Đokanović (serbiska: Драган Ђокановић), född 20 april 1958 i Sarajevo, är en serbisk politiker i  Bosnien och Hercegovina; var en minister i Republika Srpska (1993. – 1994.)
, president för demokratiska partiet: Demokratska Stranka Federalista (D.S.F.) 
Dragan Đokanović, medicine doktor – pediatrik, arbetade i Sarajevos stadsdel Koševo.